# Podocerus variegatus
Podocerus variegatus är en kräftdjursart som beskrevs av Leach 1814. Podocerus variegatus ingår i släktet Podocerus och familjen Podoceridae. Inga underarter finns listade i Catalogue of Life.